# 加平郡
37°44′35″N 127°02′04″E / 37.743164°N 127.03448°E
加平郡（：／ Gapyeong gun */?）是大韩民国京畿道中東部的一个郡。

## 歷史
- 加平郡在高句麗時代稱為斤平郡
- 757年（新羅景德王16年）：改稱嘉平郡，亦作加平郡。[1]
- 1018年（高麗显宗9年）：被併入春城郡，成為了加平縣。
- 1413年（朝鮮太宗13年）：加平縣由京畿道撥歸江原道。
- 1707年（朝鮮肅宗33年）：加平縣升格，再度成為加平郡。
- 1888年：加平縣撥歸江原道管轄。
- 1895年閏五月初一：二十三府制實施，加平郡從江原道撥歸漢城府管轄[2]。
- 1896年8月4日：加平郡改屬京畿道[3]
- 1942年10月1日：併入原楊平郡的雪嶽面[4]。
- 1951年：加平戰鬥，中國人民志願軍、朝鮮人民軍與加拿大、澳洲、美國組成的聯合國軍在此發生武力衝突。
- 1963年1月1日：外西面的三個里（입석리, 외방리, 내방리）被併入楊平郡[5]。
- 1973年7月1日：加平面升格成為加平邑。[6]
- 2004年12月1日：外西面改稱為清平面。目前加平郡轄有一個邑（加平）和五個面（清平、外西、上、下、北）。
- 2015年12月16日：下面改稱為朝宗面[7]。目前加平郡轄有一個邑（加平）和五個面（清平、外西、上、朝宗、北）。

## 行政区划
- 加平邑（가평읍）
- 雪嶽面（설악면）
- 清平面（청평면）
- 上面（상면）
- 朝宗面（조종면）
- 北面（북면）

## 宗教
在加平郡，设有统一教的一些设施，如淸心國際中高等學校。

## 外部連結
- 官方網址（页面存档备份，存于）